# دارا او برین
دارا او برین (به انگلیسی: Dara Ó Briain) یک مجری تلویزیون اهل ایرلند زادهٔ ۴ فوریهٔ ۱۹۷۲ است.
برین که در کالج دانشگاهی دابلین ریاضی و فیزیک نظری خوانده است، بیشتر مجری کمدی‌های علمی تلویزیونی است که با موفقیت بالایی همراه بوده‌اند.
برین هم‌اکنون به همراه خانواده‌اش در لندن زندگی می‌کند. همسر او سوزان یک جراح است. آن‌ها دو فرزند دارند.